# Sakae Ōba
Sakae Ōba (jap. 大場 栄 Ōba Sakae; ur. 21 marca 1914, zm. 8 czerwca 1992) – kapitan Cesarskiej Armii Japońskiej podczas II wojny światowej, który stacjonował na wyspie Saipan.
Kiedy alianckie wojska zajęły Saipan w lipcu 1944, Ōba wraz z grupą żołnierzy ukrywał się w dżungli do grudnia 1945, a więc trzy miesiące po kapitulacji Japonii. Jego jednostka była ostatnim zorganizowanym punktem oporu japońskiego na Saipan.
Po wojnie, wspólnie z Donem Jonesem, amerykańskim żołnierzem, który został zaatakowany przez Ōbę i jego ludzi w pewnym momencie walk, został autorem książki: Oba, the Last Samurai: Saipan 1944-1945 (Oba, ostatni samuraj).